# Aridagawa
Aridagawa (有田川町?) è una cittadina giapponese della prefettura di Wakayama.